# Douglas Tanque
Douglas Tanque (27 de octubre de 1993) es un futbolista brasileño que juega como delantero y su equipo es el Bandırmaspor de la TFF Primera División.
Jugó para clubes como el Guarani, Corinthians, Paraná, Ponte Preta, Thespakusatsu Gunma, Cafetaleros de Tapachula, Albirex Niigata, Police Tero y Paços de Ferreira.

## Trayectoria

### Clubes
| Club                       | País      | Año       |
| -------------------------- | --------- | --------- |
| Guarani F. C.              | Brasil    | 2010-2011 |
| S. C. Corinthians          | Brasil    | 2011-2015 |
| Paraná Clube (cedido)      | Brasil    | 2012      |
| Ipatinga E. C. (cedido)    | Brasil    | 2012      |
| Guaratinguetá (cedido)     | Brasil    | 2013      |
| C. A. Penapolense (cedido) | Brasil    | 2014      |
| A. A. Ponte Preta (cedido) | Brasil    | 2014      |
| Thespakusatsu Gunma        | Japón     | 2015      |
| Cafetaleros de Tapachula   | México    | 2016-2017 |
| Albirex Niigata            | Japón     | 2017      |
| Police Tero                | Tailandia | 2018      |
| F. C. Paços de Ferreira    | Portugal  | 2018-2021 |
| Khor Fakkan Club           | EAU       | 2021-2022 |
| Samsunspor                 | Turquía   | 2022-2023 |
| Kocaelispor                | Turquía   | 2023-2024 |
| Shimizu S-Pulse            | Japón     | 2024-2025 |
| Bandırmaspor               | Turquía   | 2025-     |